# Fusion par faisceau d'électrons
Ne doit pas être confondu avec Soudage par faisceau d'électrons.

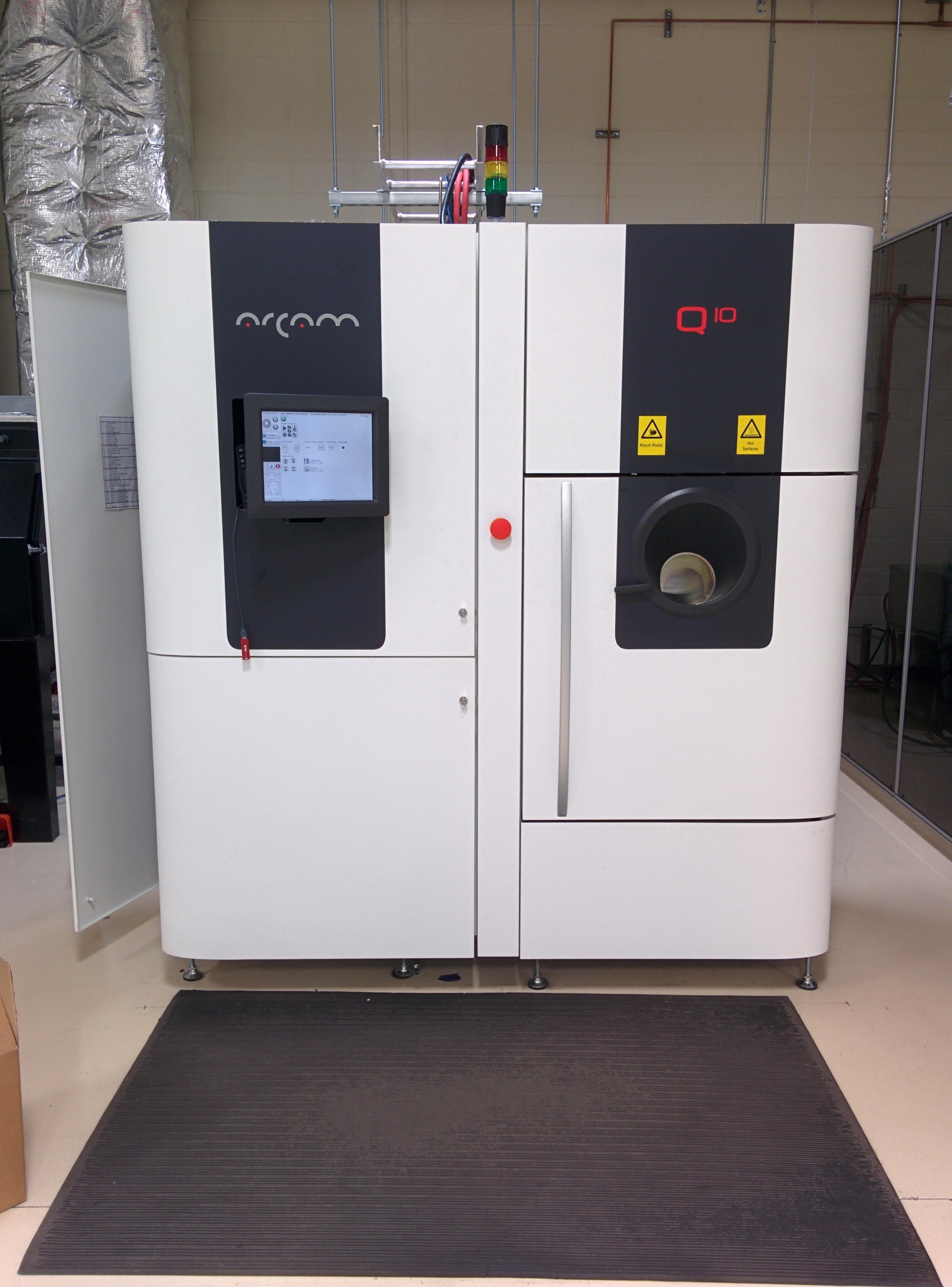
Machine EBM (Arcam Q10) de production.

La fusion par faisceau d'électrons (Electron Beam Melting en anglais ou EBM) est un procédé de fabrication additive classé dans la catégorie « fusion sur lit de poudre » par la norme ISO 17296.  Elle utilise un faisceau d'électrons de haute énergie comme source de chaleur pour faire fondre et fusionner une poudre métallique, et ainsi créer des pièces selon une approche de construction couche par couche,. La technique est similaire à la fusion sélective par laser (SLM), excepté qu'un canon à électrons remplace le laser et la fusion des particules de poudre se déroule sous vide,.
Cette technique de fabrication additive a été initialement développée par l'École Polytechnique de Chalmers (Suède) vers la fin de années 1990 et commercialisée dès 2002 par la société Arcam AB (en). Le procédé EBM a trouvé de nombreuses applications dans les domaines à haute valeur ajoutée comme le médical et l'aérospatial.
Les alliages couramment utilisés avec cette technique sont les alliages de titane, principalement le Ti-6Al-4V.